# 水璉村
23°46′52″N 121°32′46″E / 23.781°N 121.546°E
水璉村位於台灣花蓮縣壽豐鄉，佔地47.0732平方公里，人口約753人。水璉名稱咸信來自荷蘭語「sibilian」譯名，意為「美麗的村落」。另外，也有人認為水璉名稱源於台灣原住民族群阿美族語的「Ciwidiyan」 （知維地岸）意思，該詞白話即「滿是水蛭的地方」之（阿美族稱水蛭為「維地」），《番俗六考》中將此地名譯成「水輦」，台灣日治時期稱「水璉尾」，台灣戰後以閩南語取「Ciwidiyan」的諧音而將這個地方改稱「水璉」。
於地質學上，該村位於蕃薯寮斷層，也因此斷層，此村被河流侵蝕成矮小丘陵及盆地。該地形類似知名景點太魯閣，且因竹林蒼翠，遂有「遺勇成林」（台11線十八號橋處）之景點成名，牛山海岸亦為本村知名景點。
水璉村居民為阿美族居多，據考證，距今3500年前，就出現使用紋繩陶之先民文化，距今1000年前，則出現新石器晚期居民靜淵文化人，據信該人種即為現今阿美族人祖先。

## 觀光
- 蕃薯寮遊憩區（又稱遺勇成林，位於台11線十八號橋處）
- 牛山呼庭（電影沉默取景地）
- 月眉山步道
- 水璉放牛班園區

## 交通

### 道路
- 台11線
- 花38-1線
- 花46線

### 大眾運輸
- 花蓮客運
- 統聯客運